# Styrax pedicellatus
Styrax pedicellatus är en storaxväxtart som först beskrevs av Janet Russell Perkins, och fick sitt nu gällande namn av B. Wallnöfer. Styrax pedicellatus ingår i släktet Styrax och familjen storaxväxter. Inga underarter finns listade i Catalogue of Life.